# Capitoli de La leggenda di Arata

Copertina del primo volume dell'edizione italiana, raffigurante Arata Hinohara e Kotoha

Questa è la lista dei capitoli de La leggenda di Arata, manga scritto e disegnato da Yū Watase. È stato serializzato dal 1º ottobre 2008 sulla rivista Weekly Shōnen Sunday edita da Shōgakukan. Nel gennaio 2014, Watase ha annunciato che la serie si stava dirigendo verso il suo climax. Nel corso dello stesso mese, Watase raccontò sul suo blog personale di alcune esperienze negative avute con un ex editor per la sua serie. Dopo la pubblicazione del capitolo uscito il 26 febbraio 2014, Watase ha interrotto la serie. Nel luglio dello stesso ha annunciato sul suo blog che la serie avrebbe ripreso la pubblicazione in autunno, in particolare, voleva farla ripartire ad ottobre, tuttavia, in quel mese annunciò sul suo profilo Twitter che il manga sarebbe tornato l'anno dopo. Nel maggio 2015, l'autrice annunciò che La leggenda di Arata sarebbe tornato a giugno, ma alla fine l'uscita slittò l'8 luglio. L'ultimo capitolo è stato pubblicato il 26 agosto 2015 prima di entrare in un'altra pausa. Nel maggio 2018, la mangaka pubblicò su Twitter il suo stato affermando che stava cercando di tornare a lavorare al manga nel corso di quell'anno, aggiungendo anche che si stava riprendendo dalla depressione. Nel luglio 2020, dichiarò che si era messa al lavoro per riprendere di nuovo il progetto. Nel dicembre 2020, rivelò di aver pianificato la trama rimanente. Weekly Shōnen Sunday ha ripubblicato i capitoli che sarebbero stati inclusi nel tredicesimo volume della nuova edizione del manga il 9 maggio 2021, mentre i nuovi capitoli sono stati serializzati sulla rivista a partire dal 7 luglio. La serie ha continuato la sua serializzazione sulla rivista fino al 20 aprile 2022, dopodiché è stata trasferita sul sito web Sunday Webry il 4 maggio successivo. Nel marzo 2023 è stato annunciato che la serie era entrato nel suo ultimo arco narrativo; la serie è terminata il 1º novembre 2023.
I vari capitoli sono stati raccolti in 24 volumi tankōbon pubblicati dal 16 gennaio 2009 al 18 settembre 2015. Shōgakukan ha anche ripubblicato la serie in una nuova edizione omnibus, denominata La leggenda di Arata: Remaster (アラタカンガタリ〜革神語〜 リマスター版?, Arata kangatari 〜 Rimasutā-ban), contenente due volumi in uno, che include i capitoli con delle pagine a colori tratte dalla rivista e varie altre modifiche. Il 14 maggio 2021, Watase ha scritto sul suo blog che l'edizione tankōbon non sarebbe stata più continuata in favore di quella Remaster. Sono stati pubblicati un totale di diciotto volumi usciti tra il 18 luglio 2013 e il 18 dicembre 2023.
In Italia la serie è stata pubblicata da Panini Comics sotto l'etichetta Planet Manga nella collana intitolata Collana Planet dal 17 giugno 2010 al 23 giugno 2016.

## Lista volumi

### Edizionetankōbon
| Nº | Titolo italiano Giapponese 「Kanji」 - Rōmaji | Data di prima pubblicazione              | Data di prima pubblicazione |
| Nº | Titolo italiano Giapponese 「Kanji」 - Rōmaji | Giapponese                               | Italiano                    |
| 1  | La leggenda di Arata 1 「アラタカンガタリ～革神語～ 1」 - Arata Kangatari ～Engaku Kougatari～ 1 | 16 gennaio 2009 ISBN 978-4-09-121579-6   | 17 giugno 2010              |
| 1  | Capitoli - 1. La rivoluzione (革命?, Kakumei) - 2. Amici (友達?, Tomodachi) - 3. Arata e Arata (革とアラタ?, Arata to Arata) - 4. Le Hayagami (劍神?, Hayagami) - 5. Il custode (鞘?, Sho) - 6. Il processo (裁判?, Saiban) - 7. La decisione (決意?, Ketsui) |                                          |                             |
| 2  | La leggenda di Arata 2 「アラタカンガタリ～革神語～ 2」 - Arata Kangatari ～Engaku Kougatari～ 2 | 18 marzo 2009 ISBN 978-4-09-121629-8     | 2 settembre 2010            |
| 2  | Capitoli - 8. Gatoya (ガトヤ?, Gatoya) - 9. Uneme (ウネメ?, Uneme) - 10. La ricerca (探索?, Tansaku) - 11. Kanate e Ginchi (カナデとギンチ?, Kanate to Ginchi) - 12. L'anello (指輪?, Yubiwa) - 13. Il verdetto (審判?, Shinpan) - 14. Gli estranei (赤の他人?, Aka no tanin) - 15. Il potere divino (神意?, Kamui) - 16. Il risveglio (覚醒?, Kakusei) - 17. Il sacro custode (偉大な偉大なる神鞘?, Idai naru Shinshō) |                                          |                             |
| 3  | La leggenda di Arata 3 「アラタカンガタリ～革神語～ 3」 - Arata Kangatari ～Engaku Kougatari～ 3 | 28 giugno 2009 ISBN 978-4-09-122020-2    | 28 ottobre 2010             |
| 3  | Capitoli - 18. A scuola (学校?, Gakkō) - 19. L'addio (別れ?, Wakare) - 20. Kagutsuchi (カグツチ?, Kagutsuchi) - 21. Il vice-custode (属鞘?, Zokushō) - 22. Akachi (赫血?, Akachi) - 23. Dietro la tenda (帳の向こう?, Tobari no mukō) - 24. Lo scontro (激突?, Gekitotsu) - 25. La guerra (降し合い?, Kudashi ai) - 26. L'erede (後継者?, Kōkei-sha) - 27. Origine (創世?, Sōsei) |                                          |                             |
| 4  | La leggenda di Arata 4 「アラタカンガタリ～革神語～ 4」 - Arata Kangatari ～Engaku Kougatari～ 4 | 17 settembre 2009 ISBN 978-4-09-121749-3 | 16 dicembre 2010            |
| 4  | Capitoli - 28. Un dolore al petto (胸の痛み?, Mune no itami) - 29. In mezzo alle fiamme (炎の中?, Honoo no naka) - 30. Emisu (エミス?, Emisu) - 31. Kadowaki (prima parte) (カドワキ（前）?, Kadowaki (mae)) - 32. Kadowaki (seconda parte) (カドワキ（後）?, Kadowaki (ato)) - 33. Il territorio di Yorunami (ヨルナミ領?, Yorunami-ryō) - 34. L'isola dei bambini (子供の島?, Kodomo no shima) - 35. Il custode invisibile (見えない鞘?, Mienai shō) - 36. Gli adulti (オトナ?, Otona) - 37. Nagu e Naru (ナグとナル?, Nagu to naru) |                                          |                             |
| 5  | La leggenda di Arata 5 「アラタカンガタリ～革神語～ 5」 - Arata Kangatari ～Engaku Kougatari～ 5 | 28 dicembre 2009 ISBN 978-4-09-122044-8  | 17 febbraio 2011            |
| 5  | Capitoli - 38. Grazie (ありがとう?, Arigatō) - 39. Il segno (予兆?, Yochō) - 40. Chi sei? (誰？?, Dare?) - 41. Rivelazione (改めて?, Aratame te) - 42. Il cambiamento (変化?, Henka) - 43. I sei custodi (六ノ鞘?, Roku no shō) - 44. Un brutto presentimento (嫌な予感?, Iyana yokan) - 45. Il richiamo (共鳴?, Kyōmei) - 46. Il prescelto (選ばれた人間?, Ereba reta ningen) - 47. Cacciatrice (逐力?, Orochi) |                                          |                             |
| 6  | La leggenda di Arata 6 「アラタカンガタリ～革神語～ 6」 - Arata Kangatari ～Engaku Kougatari～6 | 19 marzo 2010 ISBN 978-4-09-122192-6     | 21 aprile 2011              |
| 6  | Capitoli - 48. Rincontrarsi (再会?, Saikai) - 49. Il demone (鬼?, Oni) - 50. La promessa (約束?, Yakusoku) - 51. Un tipo straordinario (スゲェ奴?, Suge yatsu) - 52. Harunawa (ハルナワ?, Harunawa) - 53. Suzukara (スズクラ?, Suzukara) - 54. Padron Hiruko (ヒルコ様?, Hiruko-sama) - 55. La vera identità (正体?, Shōtai) - 56. La verità (ホントは…?, Honto wa...) - 57. La scommessa di Hiruko (ヒルコの賭?, Hiruko no kake) |                                          |                             |
| 7  | La leggenda di Arata 7 「アラタカンガタリ～革神語～ 7」 - Arata Kangatari ～Engaku Kougatari～7 | 18 giugno 2010 ISBN 978-4-09-122332-6    | 30 giugno 2011              |
| 7  | Capitoli - 58. Yorunami (ヨルナミ?, Yorunami) - 59. Il duello (対決?, Taiketsu) - 60. La tecnica dell'inversione temporale (トキカエシノジュツ?, Tokikaeshi no jutsu) - 61. La vita della madre (ハカノミタマ?, Haka no mitama) - 62. Ti affido ogni cosa (スベテヲタクシテ?, Subete wo takushite) - 63. La dichiarazione di guerra (センセンフコク?, Sensenhukoku) - 64. Suguru (スグル?, Suguru) - 65. Vendetta (カタキ?, Kataki) - 66. Con tutte le forze (ゼンリョクデ?, Zenryokude) - 67. La ferita dell'anima (ココロノキズ?, Kokoro no kizu) |                                          |                             |
| 8  | La leggenda di Arata 8 「アラタカンガタリ～革神語～」 - A rata Kangatari ～Engaku Kougatari～ 8 | 17 settembre 2010 ISBN 978-4-09-122523-8 | 6 ottobre 2011              |
| 8  | Capitoli - 68. Kasefuno (カセフノ?, Kasefuno) - 69. Mikusa (ミクサ?, Mikusa) - 70. I vice-custodi delle otto Hayagami del vento guardiano (「八風陣」の属鞘?, `Happū-jin' no zoku saya) - 71. Impotente (無力?, Muryoku) - 72. La fine della vita (寿命?, Jumyō) - 73. Perché siamo amici (友達だから?, Tomodachi dakara) - 74. Le offerte (貢ぎ物?, Mitsugimono) - 75. Il palazzo di Kugura (クグラの宮?, Kugura no miya) - 76. La trasformazione (変身?, Henshin) - 77. Un uomo adulto (大人の男?, Otona no otoko) |                                          |                             |
| 9  | La leggenda di Arata 9 「アラタカンガタリ～革神語～ 9」 - Arata Kangatari ～Engaku Kougatari～ 9 | 12 dicembre 2010 ISBN 978-4-09-122696-9  | 1º dicembre 2011            |
| 9  | Capitoli - 78. L'irruzione (乱入?, Ran'nyū) - 79. Eto (エト?, Eto) - 80. Fratelli (兄弟?, Kyōdai) - 81. Un vento tiepido (あたたかな風?, Atataka na kaze) - 82. La luce (光?, Hikari) - 83. Il re di Hinowa (日輪の大王?, Nichirin no daiō) - 84. Kanate (兄ィ?, Ani) - 85. Il villaggio (里?, Sato) - 86. La leggenda (言い伝え?, Iitsutae) - 87. La risposta (答え?, Kotae) |                                          |                             |
| 10 | La leggenda di Arata 10 「アラタカンガタリ～革神語～ 10」 - Arata Kangatari ～Engaku Kougatari～ 10 | 12 dicembre 2010 ISBN 978-4-09-122795-9  | 1º dicembre 2011            |
| 10 | Capitoli - 88. Yataka (ヤタカ?, Yataka) - 89. Il calderone spirituale (魂鞘のるつぼ?, Tamashī saya norutsu bo) - 90. Lunga vita al teko?! (テコ万歳！？?, Teko banzai!?) - 91. La determinazione del teko (Arata) (テコの意地?, Teko no iji) - 92. Le cose si fanno ancora più complicate... (余計ややこしく…?, Yokei yayakoshiku…) - 93. La proposta di Yataka (ヤタカの提案?, Yataka no teian) - 94. Resistere alla tentazione (理性との戦い?, Risei to no tatakai) - 95. L'amore (「愛」って…?, `Ai' tte…) - 96. Il cuore della principessa (秘女王の「心」?, Himeō no `kokoro') - 97. Il potere divino di Yataka (ヤタカの神意?, Yataka no shin'i) |                                          |                             |
| 11 | La leggenda di Arata 11 「アラタカンガタリ～革神語～ 11」 - Arata Kangatari ～Engaku Kougatari～ 11 | 17 giugno 2011 ISBN 978-4-09-122899-4    | 10 maggio 2012              |
| 11 | Capitoli - 98. (ヤタカの記憶?, Yataka no kioku) - 99. (終わりじゃない?, Owari janai) - 100. (ヤタカの想い?, Yataka no omoi) - 101. (僕を降したまえ！！?, Boku o kudashi tamae!!) - 102. (「女」だけ…?, `On'na' dake…) - 103. (ハルナワの狙い?, Harunawa no nerai) - 104. (新たな謎?, Aratana nazo) - 105. (なにか武器は?, Nanika buki wa) - 106. (幼なじみの２人?, Osananajimi no 2-ri) - 107. (カドワキの提案?, Kadowaki no teian) |                                          |                             |
| 12 | La leggenda di Arata 12 「アラタカンガタリ～革神語～ 12」 - Arata Kangatari ～Engaku Kougatari～ 12 | 18 agosto 2011 ISBN 978-4-09-123219-9    | 12 luglio 2012              |
| 12 | Capitoli - 108. (勝てない理由?, Katenai riyū) - 109. (カンナギの心情?, Kan'nagi no shinjō) - 110. (巡礼者たち?, Junrei-sha-tachi) - 111. (倒れた革の謎?, Taoreta kawa no nazo) - 112. (アカチの過去?, Akachi no kako) - 113. (哀しき50尺?, Kanashiki 50-shaku) - 114. (必死の謝罪?, Hisshi no shazai) - 115. (ヤタカの戦い?, Yataka no tatakai) - 116. (俺の苦しみ?, Ore no kurushimi) - 117. (それぞれの苦しみ?, Sorezore no kurushimi) |                                          |                             |
| 13 | La leggenda di Arata 13 「アラタカンガタリ～革神語～ 13」 - Arata Kangatari ～Engaku Kougatari～ 13 | 18 novembre 2011 ISBN 978-4-09-123386-8  | 20 settembre 2012           |
| 13 | Capitoli - 118. (カンナギの想い?, Kan'nagi no omoi) - 119. (戦う理由?, Tatakau wake) - 120. (門脇の思い?, Kadowaki no omoi) - 121. (逃げ場なしで?, Nigeba nashide) - 122. (悲しき運命?, Kanashiki sadame) - 123. (優しき友?, Yasashiki tomo) - 124. (アカチが残したモノ?, Akachi ga nokoshita mono) - 125. (逐力の進化?, Orochi no shinka) - 126. (ヒルハの夢?, Hiruha no yume) - 127. (ヒルハの願い?, Hiruha no negai) |                                          |                             |
| 14 | La leggenda di Arata 14 「アラタカンガタリ～革神語～ 14」 - Arata Kangatari ～Engaku Kougatari～ 14 | 17 febbraio 2012 ISBN 978-4-09-123547-3  | 22 novembre 2012            |
| 14 | Capitoli - 128. (５２年前の出来事?, 52-nen mae no dekigoto) - 129. (「５２年前」のこと?, 52-nen mae' no koto) - 130. (「風」の慟哭?, `Kaze' no dōkoku) - 131. (人の「生命」?, Hito no `seimei') - 132. (神意の力?, Shin'i no chikara) - 133. (命?, Inochi) - 134. (サタをたきつけたのは…?, Sata o takitsuketa no wa…) - 135. (力ではなくて…」感想?, Chikarade wanakute…' kansō) - 136. (別離?, Betsuri) - 137. (ミクサの決意?, Mikusa no ketsui) |                                          |                             |
| 15 | La leggenda di Arata 15 「アラタカンガタリ～革神語～ 15」 - Arata Kangatari ～Engaku Kougatari～ 15 | 18 maggio 2012 ISBN 978-4-09-123660-9    | 10 gennaio 2013             |
| 15 | Capitoli - 138. (新しい自分へ?, Atarashī jibun e) - 139. (影?, Kage) - 140. (私にもできる！?, Watashi ni mo dekiru!) - 141. (革のために?, Kawa no tame ni) - 142. (気づき?, Kidzuki) - 143. (サルタ登場?, Saruta tōjō) - 144. (劍神の真実?, Hayagami no shinjitsu) - 145. (３つの技?, 3-tsu no waza) - 146. (逐力?, Orochi) - 147. (本当の「友達」?, Hontō no `tomodachi') |                                          |                             |
| 16 | La leggenda di Arata 16 「アラタカンガタリ～革神語～ 16」 - Arata Kangatari ～Engaku Kougatari～ 16 | 17 agosto 2012 ISBN 978-4-09-123796-5    | 29 agosto 2013              |
| 16 | Capitoli - 148. (不思議な音?, Fushigina oto) - 149. (笛の音?, Fue no ne) - 150. (５つの楽器?, Itsutsu no gakki) - 151. (反する属性?, Hansuru zokusei) - 152. (聴通音の力?, Akira-tsū-on no chikara) - 153. (音色返し?, Neiro-gaeshi) - 154. (合図と共に?, Aizu to tomoni) - 155. (タギリの咆哮?, Tagiri no hōkō) - 156. (鬼化寸前?, Oni-ka sunzen) - 157. (１００人の音?, 100-ri no oto) |                                          |                             |
| 17 | La leggenda di Arata 17 「アラタカンガタリ～革神語～ 17」 - Arata Kangatari ～Engaku Kougatari～ 17 | 18 dicembre 2012 ISBN 978-4-09-124036-1  | 7 novembre 2013             |
| 17 | Capitoli - 158. (民の演奏?, Min no ensō) - 159. (鬼化?, Oni-ka) - 160. (次なる形?, Tsuginaru katachi) - 161. (声を揃えて?, Koe o soroete) - 162. (キクツネの過去?, Kikutsune no kako) - 163. (噴火の下で?, Funka no shita de) - 164. (歓喜の声?, Kanki no koe) - 165. (日本は夏?, Nihon wa natsu) - 166. (鬼哭島にて?, Kikokutō nite) - 167. (ハルナワの爪?, Harunawa no tsume) |                                          |                             |
| 18 | La leggenda di Arata 18 「アラタカンガタリ～革神語～ 18」 - Arata Kangatari ～Engaku Kougatari～ 18 | 18 marzo 2013 ISBN 978-4-09-124197-9     | 13 febbraio 2014            |
| 18 | Capitoli - 168. (投鬼岬?, Tō oni misaki) - 169. (岩と記憶?, Iwa to kioku) - 170. (鬼のすむ世界?, Oni no sumu sekai) - 171. (とるべき道?, Torubeki michi) - 172. (元の世界に?, Moto no sekai ni) - 173. (文字の力?, Moji no chikara) - 174. (本音の言葉?, Hon'ne no kotoba) - 175. (異世界の文字?, Isekai no moji) - 176. (イソラの街?, Isora no machi) - 177. (文字の迷宮?, Moji no meikyū) |                                          |                             |
| 19 | La leggenda di Arata 19 「アラタカンガタリ～革神語～ 19」 - Arata Kangatari ～Engaku Kougatari～ 19 | 17 maggio 2013 ISBN 978-4-09-124300-3    | 10 aprile 2014              |
| 19 | Capitoli - 178. (二つの言葉?, Futatsu no kotoba) - 179. (問いかけ?, Toikake) - 180. (答え?, Kotae) - 181. (信頼?, Shinrai) - 182. (共闘?, Kyōtō) - 183. (裏切り?, Uragiri) - 184. (鬼神?, Onigami) - 185. (ただ一人の敵?, Tada hitori no teki) - 186. (悪魔の告白?, Akuma no kokohaku) - 187. (解放?, Kaihō) |                                          |                             |
| 20 | La leggenda di Arata 20 「アラタカンガタリ～革神語～ 20」 - Arata Kangatari ～Engaku Kougatari～ 20 | 18 luglio 2013 ISBN 978-4-09-124347-8    | 12 giugno 2014              |
| 20 | Capitoli - 188. (気付き?, Kidzuki) - 189. (印?, Shirushi) - 190. (ヒノハラのいた世界...?, Hinohara no ita sekai...) - 191. (入り口?, Iriguchi) - 192. (戦う力?, Tatakau chikara) - 193. (前進?, Zenshin) - 194. (お願い?, Onegai) - 195. (ウビ海域?, Ubi kaiiki) - 196. (匂い?, Nioi) - 197. (イキスの島?, Ikisu no shima) |                                          |                             |
| 21 | La leggenda di Arata 21 「アラタカンガタリ～革神語～ 21」 - Arata Kangatari ～Engaku Kougatari～ 21 | 18 ottobre 2013 ISBN 978-4-09-124458-1   | 15 gennaio 2015             |
| 21 | Capitoli - 198. (敵対?, Tekitai) - 199. (胸中?, Kyochu) - 200. (叫び?, Sakebi) - 201. (疾走?, Shissō) - 202. (風?, Kaze) - 203. (喪失?, Sōshitsu) - 204. (暴走?, Bōsō) - 205. (止めなきゃ?, Tomenakya) - 206. (衝撃?, Shogeki) - 207. (街ヘ?, Machi he) |                                          |                             |
| 22 | La leggenda di Arata 22 「アラタカンガタリ～革神語～ 22」 - Arata Kangatari ～Engaku Kougatari～ 22 | 18 dicembre 2013 ISBN 978-4-09-124515-1  | 16 aprile 2015              |
| 22 | Capitoli - 208. (空襲?, Kūshū) - 209. (再生?, Saisei) - 210. (鬼と鬼?, Oni to oni) - 211. (鎧?, Yoroi) - 212. (絶望?, Zetsubō) - 213. (絶対...?, Zettai...) - 214. (転換?, Tenkan) - 215. (二次被害?, Nijihigai) - 216. (一つ屋根の下?, Hitotsuyane no shita) - 217. (鬼ごっこ?, Onigokko) |                                          |                             |
| 23 | La leggenda di Arata 23 「アラタカンガタリ～革神語～ 23」 - Arata Kangatari ～Engaku Kougatari～ 23 | 18 ottobre 2014 ISBN 978-4-09-124581-6   | 9 luglio 2015               |
| 23 | Capitoli - 218. (人の心?, Hito no kokoro) - 219. (傷?, Kizu) - 220. (鞘じゃない自分?, Sho janai jibun) - 221. (チワヤ?, Chiwaya) - 222. (砂の街?, Suna no machi) - 223. (突破?, Toppa) - 224. (遠い道程?, Tooi michinori) - 225. (今更?, Imasara) - 226. (勝負?, Shōbu) - 227. (過去と今?, Kako to ima) |                                          |                             |
| 24 | La leggenda di Arata 24 「アラタカンガタリ～革神語～ 24」 - Arata Kangatari ～Engaku Kougatari～ 24 | 18 settembre 2015 ISBN 978-4-09-126287-5 | 23 giugno 2016              |
| 24 | Capitoli - 228. (父と子?, Chichi to ko) - 229. (戦争?, Sensō) - 230. (温もり?, Nukumori) - 231. (敗北?, Haiboku) - 232. (シム?, Shimu) - 233. (手術?, Shujutsu) - 234. (怪物?, Kaibutsu) - 235. (父さん?, Tosan) - 236. (惨禍拡大?, Sanka kakudai) - 237. (部屋?, Heya) |                                          |                             |

### EdizioneRemaster
L'edizione Remaster include più capitoli rispetto a quella tankōbon, pertanto la numerazione della versione Remaster non corrisponde a quella tankōbon. Ad esempio i capitoli 208 e 226 delle'edizione tankōbon sono numerati rispettivamente come 226 e 243 in quella Remaster. Nel 2021, i capitoli che vanno dal 227-237 dell'edizione tankōbon e i capitoli dal 238-240 sono stati ripubblicati su Weekly Shōnen Sunday, numerati come 244-257.
| Nº | Giapponese 「Kanji」 - Rōmaji                                                       | Data di prima pubblicazione              | Data di prima pubblicazione |
| Nº | Giapponese 「Kanji」 - Rōmaji                                                       | Giapponese                               |                             |
| 1  | 「アラタカンガタリ〜革神語〜 リマスター版 1」 - Arata kangatari 〜 Rimasutā-ban 1   | 18 luglio 2013 ISBN 978-4-09-124399-7    |                             |
| 2  | 「アラタカンガタリ〜革神語〜 リマスター版 2」 - Arata kangatari 〜 Rimasutā-ban 2   | 18 settembre 2013 ISBN 978-4-09-124411-6 |                             |
| 3  | 「アラタカンガタリ〜革神語〜 リマスター版 3」 - Arata kangatari 〜 Rimasutā-ban 3   | 18 aprile 2014 ISBN 978-4-09-124688-2    |                             |
| 4  | 「アラタカンガタリ〜革神語〜 リマスター版 4」 - Arata kangatari 〜 Rimasutā-ban 4   | 17 ottobre 2014 ISBN 978-4-09-125480-1   |                             |
| 5  | 「アラタカンガタリ〜革神語〜 リマスター版 5」 - Arata kangatari 〜 Rimasutā-ban 5   | 16 gennaio 2015 ISBN 978-4-09-125717-8   |                             |
| 6  | 「アラタカンガタリ〜革神語〜 リマスター版 6」 - Arata kangatari 〜 Rimasutā-ban 6   | 18 settembre 2015 ISBN 978-4-09-126409-1 |                             |
| 7  | 「アラタカンガタリ〜革神語〜 リマスター版 7」 - Arata kangatari 〜 Rimasutā-ban 7   | 17 giugno 2016 ISBN 978-4-09-127269-0    |                             |
| 8  | 「アラタカンガタリ〜革神語〜 リマスター版 8」 - Arata kangatari 〜 Rimasutā-ban 8   | 16 giugno 2017 ISBN 978-4-09-127646-9    |                             |
| 9  | 「アラタカンガタリ〜革神語〜 リマスター版 9」 - Arata kangatari 〜 Rimasutā-ban 9   | 18 aprile 2018 ISBN 978-4-09-128199-9    |                             |
| 10 | 「アラタカンガタリ〜革神語〜 リマスター版 10」 - Arata kangatari 〜 Rimasutā-ban 10 | 16 novembre 2018 ISBN 978-4-09-128717-5  |                             |
| 11 | 「アラタカンガタリ〜革神語〜 リマスター版 11」 - Arata kangatari 〜 Rimasutā-ban 11 | 17 maggio 2019 ISBN 978-4-09-129226-1    |                             |
| 12 | 「アラタカンガタリ〜革神語〜 リマスター版 12」 - Arata kangatari 〜 Rimasutā-ban 12 | 18 novembre 2019 ISBN 978-4-09-129499-9  |                             |
| 13 | 「アラタカンガタリ〜革神語〜 リマスター版 13」 - Arata kangatari 〜 Rimasutā-ban 13 | 18 maggio 2021 ISBN 978-4-09-850606-4    |                             |
| 14 | 「アラタカンガタリ〜革神語〜 リマスター版 14」 - Arata kangatari 〜 Rimasutā-ban 14 | 18 ottobre 2021 ISBN 978-4-09-850748-1   |                             |
| 15 | 「アラタカンガタリ〜革神語〜 リマスター版 15」 - Arata kangatari 〜 Rimasutā-ban 15 | 18 aprile 2022 ISBN 978-4-09-851142-6    |                             |
| 16 | 「アラタカンガタリ〜革神語〜 リマスター版 16」 - Arata kangatari 〜 Rimasutā-ban 16 | 15 settembre 2022 ISBN 978-4-09-851361-1 |                             |
| 17 | 「アラタカンガタリ〜革神語〜 リマスター版 17」 - Arata kangatari 〜 Rimasutā-ban 17 | 18 maggio 2023 ISBN 978-4-09-852136-4    |                             |
| 18 | 「アラタカンガタリ〜革神語〜 リマスター版 18」 - Arata kangatari 〜 Rimasutā-ban 18 | 18 dicembre 2023 ISBN 978-4-09-853105-9  |                             |